# Leffard
Leffard är en kommun i departementet Calvados i regionen Normandie i norra Frankrike. Kommunen ligger i kantonen Falaise-Nord som ligger i arrondissementet Caen. År 2022 hade Leffard 209 invånare.

## Befolkningsutveckling
Antalet invånare i kommunen Leffard
Referens: INSEE